# Titaea lemoulti
Titaea lemoulti is een vlinder uit de familie nachtpauwogen (Saturniidae), onderfamilie Arsenurinae.
De wetenschappelijke naam van de soort is voor het eerst geldig gepubliceerd door Schaus in 1905.